# Richard Howell (cestista)
Richard Howell (Marietta, 26 settembre 1990) è un cestista statunitense naturalizzato israeliano.

## Carriera
Con Israele ha disputato i Campionati europei del 2017.

## Palmarès
- Campionato israeliano: 1

Hap. Gerusalemme: 2016-17
- Lega Balcanica: 1

Hapoel Holon: 2020-21